# Ishikawa Sanshirō
Ishikawa Sanshirō (japanisch 石川 三四郎; geb. 23. Mai 1876 in der Präfektur Saitama; gest. 28. November 1956) war ein japanischer Sozialist, Anarchist und Schriftsteller während der Meiji-, Taishō- und Shōwa-Zeit.

## Leben und Werk
Ishikawa Sanshirō machte seinen Abschluss als Jurist an dem „Tōkyō Hōgakuin“ (東京法学院), der Vorläufereinrichtung der heutigen Chūō-Universität. Ab 1902 arbeitete er als Reporter für die Tageszeitung „Yorozu Chōhō“, aber verließ sie bereits 1903 zusammen mit Kōtoku Shūsui (1871–1911) und Sakai Toshihiko (1871–1933), als diese den Russisch-Japanischen Krieg unterstützte. Er wurde Mitglied der sozialistischen Vereinigung Heiminsha (平民社) und schrieb für ihre Zeitung „Heimin Shimbun“, bis diese Vereinigung sich 1905 auflöste.
Vom Christentum angezogen ließ er sich von Ebina Danjō (1856–1937) taufen. Als führender christlicher Sozialist gründete er 1905 zusammen mit Abe Isoo und Kinoshita Naoe das Magazin „Shinkigen“ (新紀元, Neue Zeit), das vom gemäßigt sozialistischen Flügel herausgegeben wurde. 1907 unterstützte er die Wiedergründung der Heiminsha.
Nach dem Hochverratszwischenfall von 1910, bei dem viele Sozialisten die Todesstrafe erlitten, hielt sich Ishikawa 1913 bis 1920 in Europa auf. Das war die Zeit, wo er sich von der aktiven Politik und der Arbeiterbewegung entfernte, sich mit politischen Theorien beschäftigte und sich vom christlichen Sozialismus weg dem Anarchismus zuwandte. In Paris unterzeichnete er das Manifest der Sechzehn. – Zurück in Japan trieb er die anarchistische Bewegung voran durch seine Gruppe  „Kyōgakusha“ (共学社) und durch seine Zeitschrift „Dynamic“. Nach dem Tode von Osugi Sakae wurde er als der führende japanische Anarchist angesehen.
Nach dem Pazifikkrieg unterstützte Ishikawa 1946 die Gründung der „Anarchistischen Vereinigung Japans“ (日本アナキスト同盟, Nihon Anakisuto Dōmei).
Ishikawas Arbeiten umfassen die Geschichte der Japanischen und der westlichen Sozialbewegung, Sozialismus und Sozialisten. Seine zweibändige Autobiografie wurde 1956 publiziert.